# Gran Premi de Luxemburg de Motocròs 250cc
|  | Per a altres significats, vegeu «Gran Premi de Luxemburg de Motocròs». |

El Gran Premi de Luxemburg de Motocròs en la cilindrada de 250cc (alemany: Großer Preis von Luxemburg Moto-Cross 250 ccm; francès: Grand Prix du Grand-Duché de Luxembourg de moto-cross 250cc), abreujat GP de Luxemburg de 250cc, fou una prova internacional de motocròs que es va celebrar anualment a Luxemburg entre el 1957 i el 2000, és a dir, des de la primera edició del Campionat d'Europa fins a pocs anys abans del final del Campionat del Món d'aquesta cilindrada (el 2004, la històrica categoria dels 250cc fou reconvertida a la nova MX1, actual MXGP).
Després de tres edicions inicials a Ettelbruck, coincidint amb el Gran Premi de 500cc, el GP de Luxemburg de 250cc va passar a celebrar-se regularment a Schifflange fins al 1968. Tot seguit, va desaparèixer del calendari fins que, el 1999, va reaparèixer fugaçment a Folkendange, on se n'hi van celebrar dues edicions més tot coincidint, també, amb el Gran Premi de 500cc.

## Edicions
| Vila        | Comuna           | Cantó            | Data usual   | De   | A    | Edicions |
| ----------- | ---------------- | ---------------- | ------------ | ---- | ---- | -------- |
| Ettelbruck  | Ettelbruck       | Diekirch         | A l'agost    | 1957 | 1959 | 3        |
| Schifflange | Schifflange      | Esch-sur-Alzette | Al maig-juny | 1960 | 1968 | 8        |
| Folkendange | Vallée de l'Ernz | Diekirch         | A l'agost    | 1999 | 2000 | 2        |
| Total       | 3                |                  |              |      |      | 13       |

## Palmarès
Font:
| Edició | Any  | Lloc                     | Data          | Guanyador          | Guanyador     |
| ------ | ---- | ------------------------ | ------------- | ------------------ | ------------- |
| I      | 1957 | Ettelbruck               | 10-11 d'agost | Fritz Betzelbacher | Maico         |
| II     | 1958 | Ettelbruck               | 9-10 d'agost  | Jaromír Čížek      | Jawa          |
| III    | 1959 | Ettelbruck               | 8-9 d'agost   | Rolf Tibblin       | Husqvarna     |
|        |      |                          |               |                    |               |
| IV     | 1960 | Schifflange              | 25-26 de juny | Jeff Smith         | BSA           |
| V      | 1961 | Schifflange              | 3-4 de juny   | Dave Bickers       | Greeves       |
| VI     | 1962 | Schifflange              | 9-10 de juny  | Torsten Hallman    | Husqvarna     |
| VII    | 1963 | Schifflange              | 25-26 de maig | Torsten Hallman    | Husqvarna     |
| VIII   | 1964 | Schifflange              | 23-24 de maig | Dave Bickers       | Greeves       |
| IX     | 1965 | Schifflange              | 29-30 de maig | Joël Robert        | ČZ            |
| X      | 1966 | Schifflange              | 4-5 de juny   | Åke Jonsson        | Husqvarna     |
|        | 1967 | No es disputà            | No es disputà | No es disputà      | No es disputà |
| XI     | 1968 | Schifflange              | 25-26 de maig | Torsten Hallman    | Husqvarna     |
|        |      | 1969-1998: No es disputà |               |                    |               |
| XII    | 1999 | Folkendange              | 7-8 d'agost   | Frédéric Bolley    | Honda         |
| XIII   | 2000 | Folkendange              | 12-13 d'agost | Frédéric Bolley    | Honda         |

1. ↑  L'any 2000, el GP de Luxemburg ho fou alhora de 125, 250 i 500cc. Aquesta taula reflecteix només els resultats de la categoria de 250cc.

## Estadístiques
S'han considerat tots els resultats compresos entre el 1957 i el 2000.

### Guanyadors múltiples
| Pilot           | Victòries |
| --------------- | --------- |
| Torsten Hallman | 3         |
| Dave Bickers    | 2         |
| Frédéric Bolley | 2         |

### Victòries per país
| País           | Victòries |
| -------------- | --------- |
| Suècia         | 5         |
| Regne Unit     | 3         |
| França         | 2         |
| Bèlgica        | 1         |
| RFA            | 1         |
| Txecoslovàquia | 1         |
| Total          | 13        |

### Victòries per marca
| Marca     | Victòries |
| --------- | --------- |
| Husqvarna | 5         |
| Greeves   | 2         |
| Honda     | 2         |
| BSA       | 1         |
| ČZ        | 1         |
| Jawa      | 1         |
| Maico     | 1         |
| Total     | 13        |